# 1977 en Lorraine
Chronologie de la Lorraine
- 1973
- 1974
- 1975
- 1976
- 1977
- 1978
- 1979
- 1980
- 1981

Cette page est une liste d'événements qui se sont produits durant l'année 1977 en Lorraine.

## Éléments de contexte
- Annonce de la suppression de 13500 emplois dans le cadre du deuxième plan acier[1]

## Événements

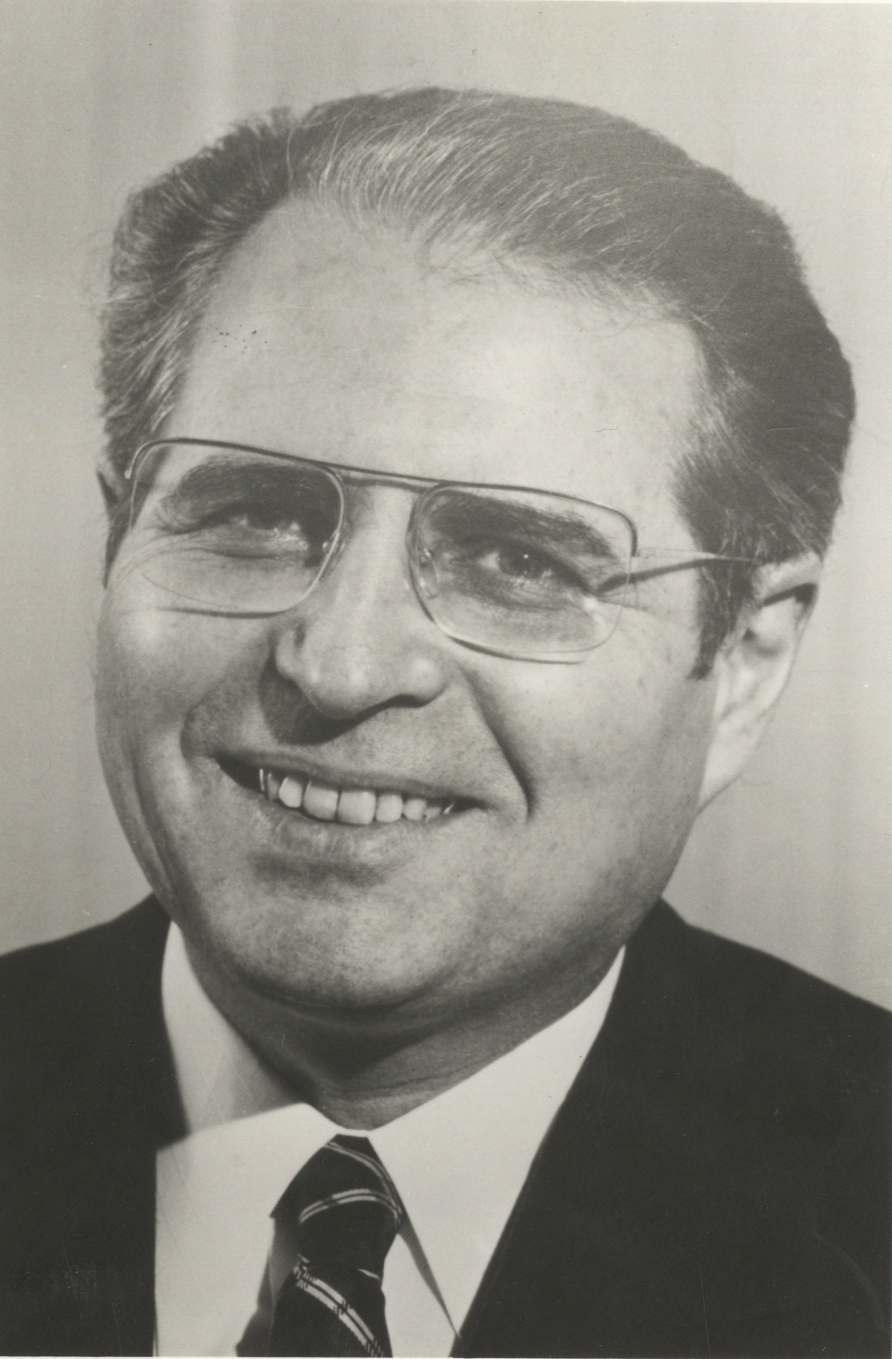
Portrait de Claude Coulais.

- Création de l'  Association des amis de l'histoire de Villers-lès-Nancy[2].
- Ouverture du premier Sex shop de Nancy[3].
- Francis Roussely et Christian Berguet remportent le Rallye de Lorraine sur une Porsche 911[4].
- La bête des Vosges est le nom donné à un animal mystérieux qui sévit entre 1977 et 1978 dans le massif des Vosges (France) en s’attaquant au bétail. Sa médiatisation est devenue un véritable fait de société [5],[6]. Elle a abattu 200 ovins, 3 bovins, 2 chèvres, 1 poulain ainsi que de nombreux animaux sauvages[1].
- Tournage à Lunéville des Confessions d'un enfant de choeur téléfilm de Jean Lhote[7]
- Tournage à Nancy de La mort du Téméraire téléfilm de Roger Viry-Babel[8].

- 21 janvier : Jean-Claude Demonté, suppléant de Claude Coulais, devient député de la deuxième circonscription de Meurthe-et-Moselle lorsque celui-ci rejoint le premier Gouvernement Raymond Barre. Il reste député jusqu'au 2 avril 1978, fin de la Ve législature[9].
- 11 février : l'ancien évêché de Toul, détruit lors de la Seconde Guerre mondiale est reconstruit et devient l'Hôtel de Ville[1].
- 23 mars : Claude Coulais est élu maire de Nancy[10].
- 25 juin  : premier jour d'un timbre poste français d'une valeur de 1.10 francs commémorant les 500 ans de la bataille de Nancy[11].
- 1 août : 
  - création du 1er régiment d'hélicoptères de combat. Le quartier La Horie à Phalsbourg où est stationné le régiment est en fait l'ancienne base aérienne de Phalsbourg-Bourscheid utilisée par l'United States Air Forces in Europe jusqu'en 1967[12],[13].
  - création du 3e régiment d'hélicoptères de combat, implanté sur la base aérienne d'Étain-Rouvres (Meuse), anciennement connue comme Étain-Rouvres Air Base, base de l'USAFE, située sur les communes d'Étain et de Rouvres-en-Woëvre[14],[15].
- Août 1977 : Mireille Angèle Rovere est élue reine de la mirabelle[16].

## Inscriptions ou classements aux titre des monuments historiques
- En Meurthe et Moselle : Pharmacie Jacques à Nancy[17]
- Dans les Vosges : Château de Bourlémont[18]

## Naissances

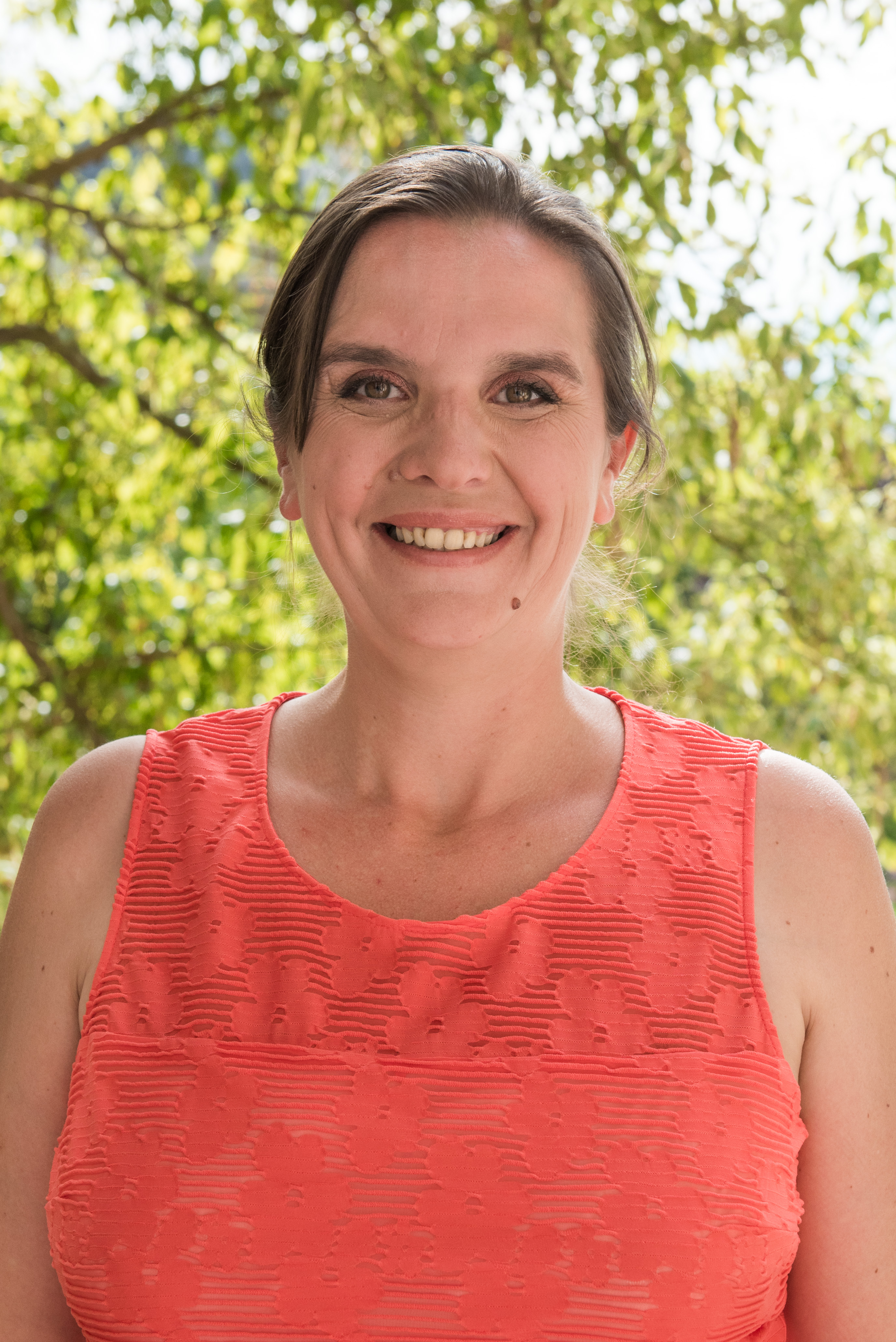
Caroline Fiat en 2017.

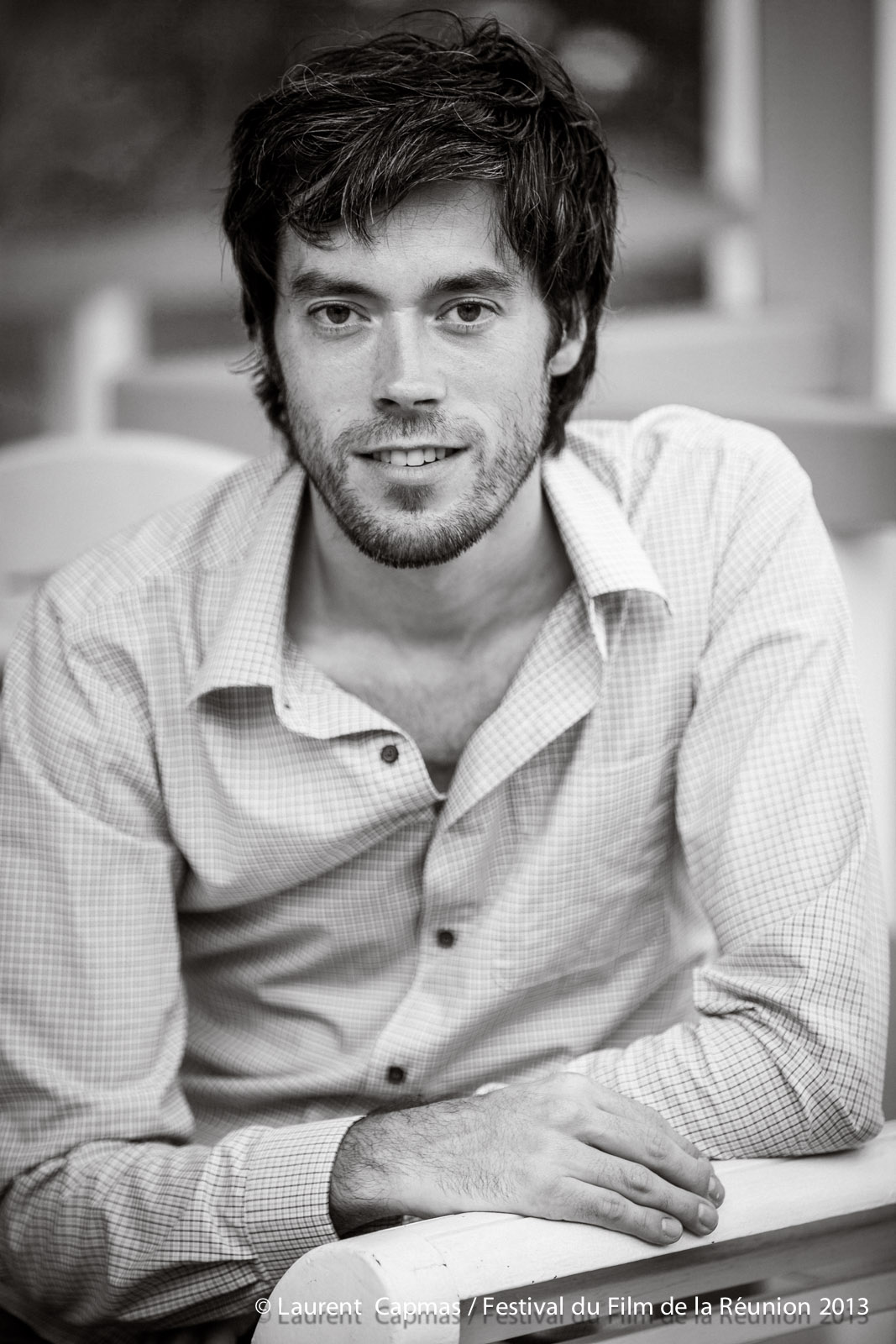
Nicolas Birkenstock.

- 11 janvier à Forbach : Christian Bauer, joueur d'échecs et auteur de livres sur les échecs français.
- 13 janvier à Pont-à-Mousson : Didier Neumann, footballeur français. Formé au FC Metz, il réalise l'essentiel de sa carrière en deuxième division, au poste de milieu de terrain défensif.
- 18 janvier à Épinal : Jean-Patrick Nazon, coureur cycliste français. Coureur professionnel de 1997 à 2008, il connaît son sommet en 2003 en portant le maillot jaune pendant une journée durant le Tour de France et s'imposa sur les Champs-Élysées pour la dernière étape.
- 28 janvier à Verdun : Caroline Fiat, femme politique française.
- 31 janvier à Thionville : 
  - Alexandre Dratwicki, musicologue français.
  - Benoît Dratwicki, musicologue français.
- 19 février à Villerupt : Ludovic Biancalani, footballeur français. Il évolue au poste de milieu.

Il est le frère de Frédéric Biancalani, joueur lui aussi de l'AS Nancy-Lorraine.
- 13 juin à Nancy : Anne-Sophie Mathis, boxeuse française. Elle est l'ancienne quadruple championne du monde des super-légers (WBA, WBIF, UBC et WBC)[19].
- 22 juin à Thionville : Frédéric Weis, joueur français de basket-ball, évoluant au poste de pivot.
- 24 juin à Boulay-Moselle : Jean-Philippe Caillet, footballeur français.
- 28 juin à Toul : Nathalie Foreau, culturiste française.
- 29 juin à Metz : Mehdi Méniri, footballeur international algérien (il a aussi la nationalité française). Il évolue au poste de défenseur central. Il mesure 1,90 m pour 83 kg.
- 10 juillet à Sarrebourg : Christelle Brua, pâtissière française.
- 14 juillet à Nancy : Audrey Maurice[20], taekwondoïste française.
- 1 août à Metz : Nicolas Birkenstock, scénariste et réalisateur français[21].
- 1er septembre à Épinal : Nicolas Kintz, nageur français.
- 11 septembre à Bar-le-Duc : Ludovic Hubler, entrepreneur social et écrivain voyageur français. Il a notamment fondé le site internet Travel With A Mission après avoir fait le tour du monde en stop. Il est l'auteur du récit de voyage Le Monde en stop, lauréat du Prix Pierre Loti 2010[22].
- 13 septembre à Pont-à-Mousson : Hamid Arif, joueur marocain de rugby à XV, qui joue en équipe du Maroc de rugby à XV et en club au poste de troisième ligne (1,90 m pour 110 kg) au FC Auch Gers en Fédérale 1.
- 16 novembre à Metz : Nathalie De Oliveira[23],[24], personnalité politique franco-portugaise. Depuis 2022, elle est députée du parlement portugais pour la circonscription Europe.
- 21 novembre à Épinal : Guillaume Chassard, joueur professionnel de hockey sur glace[25].
- 27 novembre à Nancy : Frédérick Sigrist, humoriste français.
- 6 décembre à Essey-lès-Nancy : David Vairelles, footballeur professionnel français. Mesurant 1,82 m et pesant 78 kg, il évolue au poste de défenseur.

## Décès

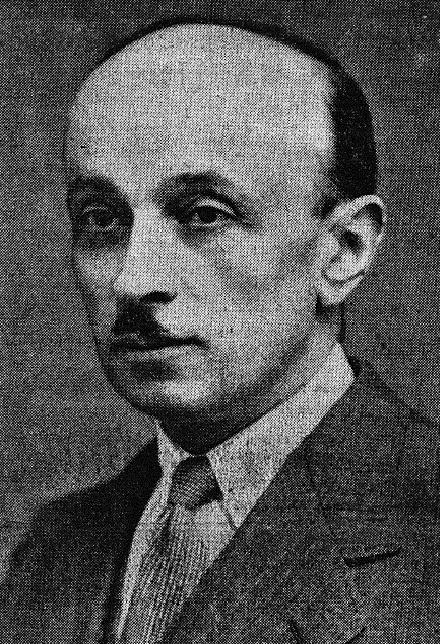
Marcel Deschaseaux en 1939

- 13 février à Plombières-les-Bains (Vosges) : Marcel Deschaseaux, ingénieur et homme politique français né le 16 janvier 1885 à Plombières-les-Bains (Vosges).
- 6 mai à Nancy : André Kauffer, artiste lorrain, né le 30 septembre 1893 à Nancy.
- 17 août : Roger Nicolas, né le 16 janvier 1919 à Toul et décédé à Saint-Maur-des-Fossés[26], humoriste français.
- 12 septembre à Nancy : Henri Cordebard, né le 10 novembre 1891 à Gondrecourt-le-Château[27], inventeur de la méthode nitrochromique de dosage de l'alcool dans le sang[28].
- 21 octobre : Pierre Muller (homme politique), né le 4 avril 1901 à Dalem, homme politique français.